# Сан-Лоренсо-де-Ель-Ескоріаль
Сан-Лоренсо-де-Ель-Ескоріаль (ісп. San Lorenzo de El Escorial) — муніципалітет і містечко в Іспанії, у складі автономної спільноти Мадрид. Назване на честь святого мученика Лаврентія (Лоренсо). Головною окрасою містечка є Ескоріальський монастир, об'єкт Світової спадщини ЮНЕСКО, та Ескоріальська королівська бібліотека. Населення — 18 352 особи (2010).

## Географія
Муніципалітет розташований на відстані близько 42 км на північний захід від Мадрида.
На території муніципалітету розташовані такі населені пункти: (дані про населення за 2010 рік)
- Куельгамурос: 57 осіб
- Сан-Лоренсо-де-Ель-Ескоріаль: 16455 осіб
- Ель-Кампільйо: 18 осіб
- Фуенте-Нуева: 13 осіб
- Ла-Еррерія: 2 особи
- Ель-Хараль-де-ла-Міра: 0 осіб
- Ла-Хурісдіксьйон: 1 особа
- Монастеріо-дель-Кампільйо: 0 осіб
- Пуерта-Верде: 28 осіб
- Ла-Солана: 1778 осіб
- Ель-Вальє: 0 осіб

## Демографія
Динаміка населення (INE ):

## Пам'ятки
- Ескоріальський монастир — августинський монастир XVI століття, Світова спадщина ЮНЕСКО.
- Ескоріальська королівська бібліотека

## Особи
- Фердинанд VII (1784—1833) — король Іспанії, народився у місті.
- Антоніо Солер (1729—1783) — іспанський композитор і клавесиніст, жив і помер у місті.

## Галерея зображень

Розташування муніципалітету у автономній спільноті Мадрид
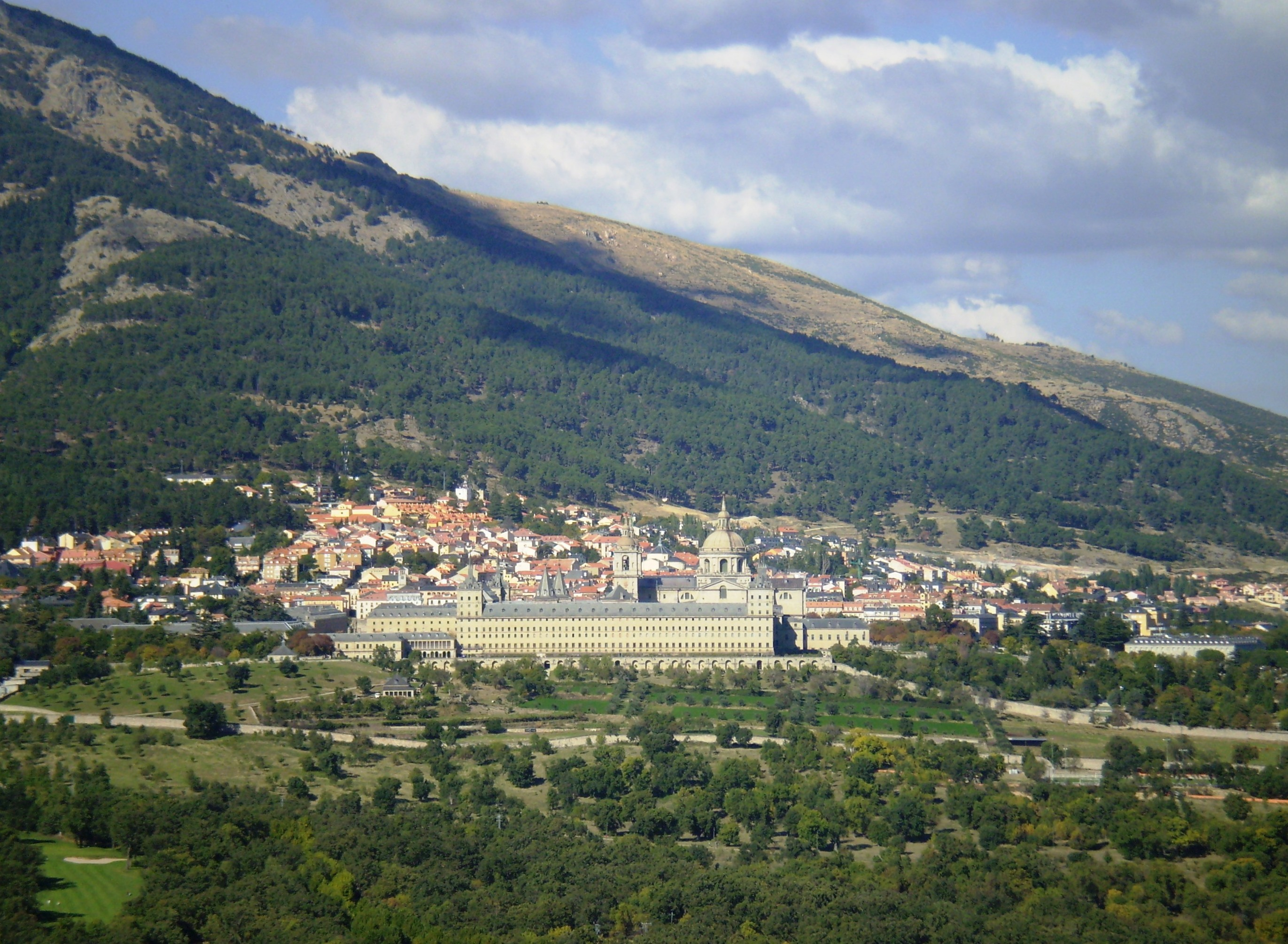
Сан-Лоренсо-де-Ель-Ескоріаль
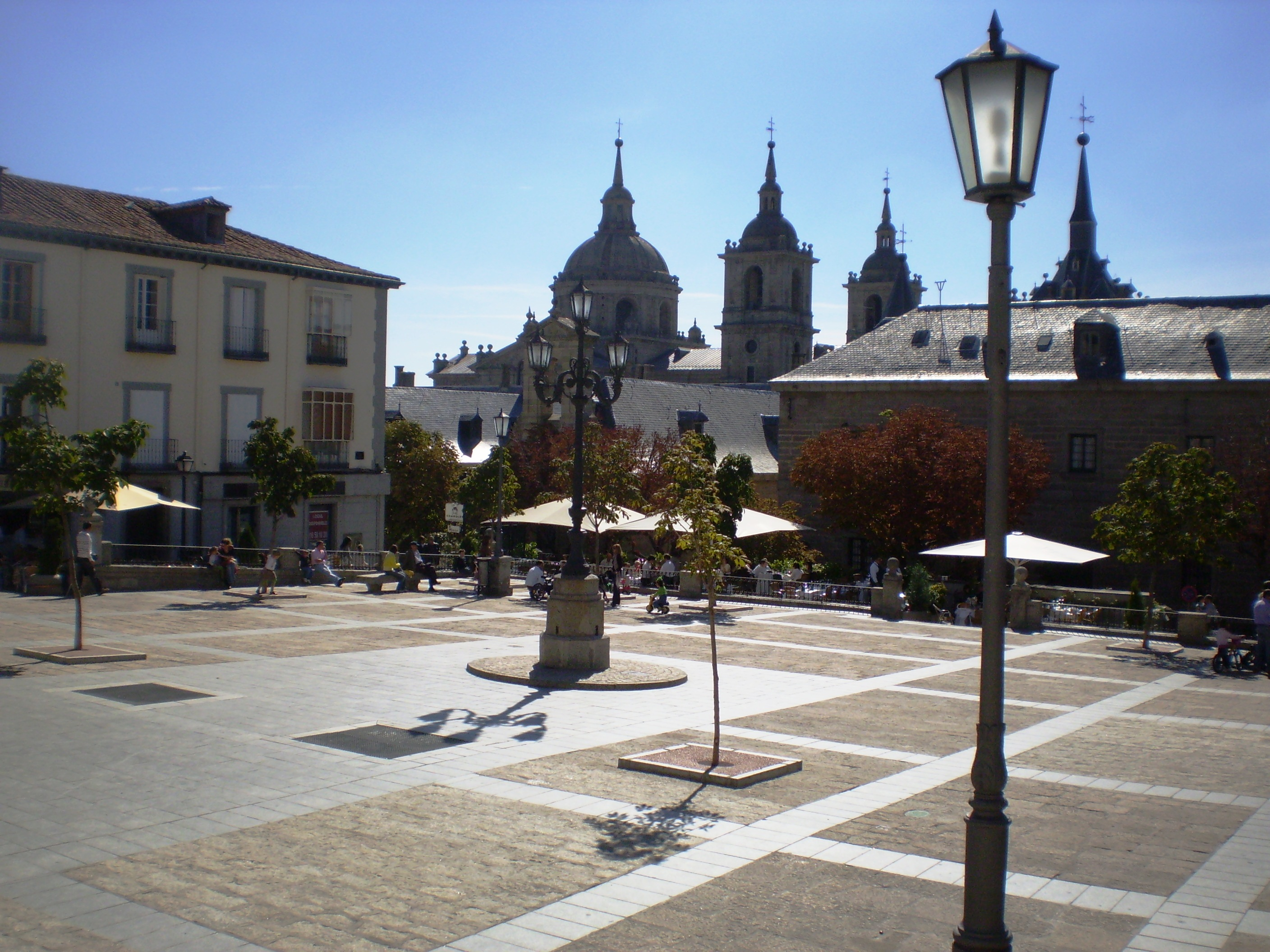
Пласа-де-ла-Констітусьйон
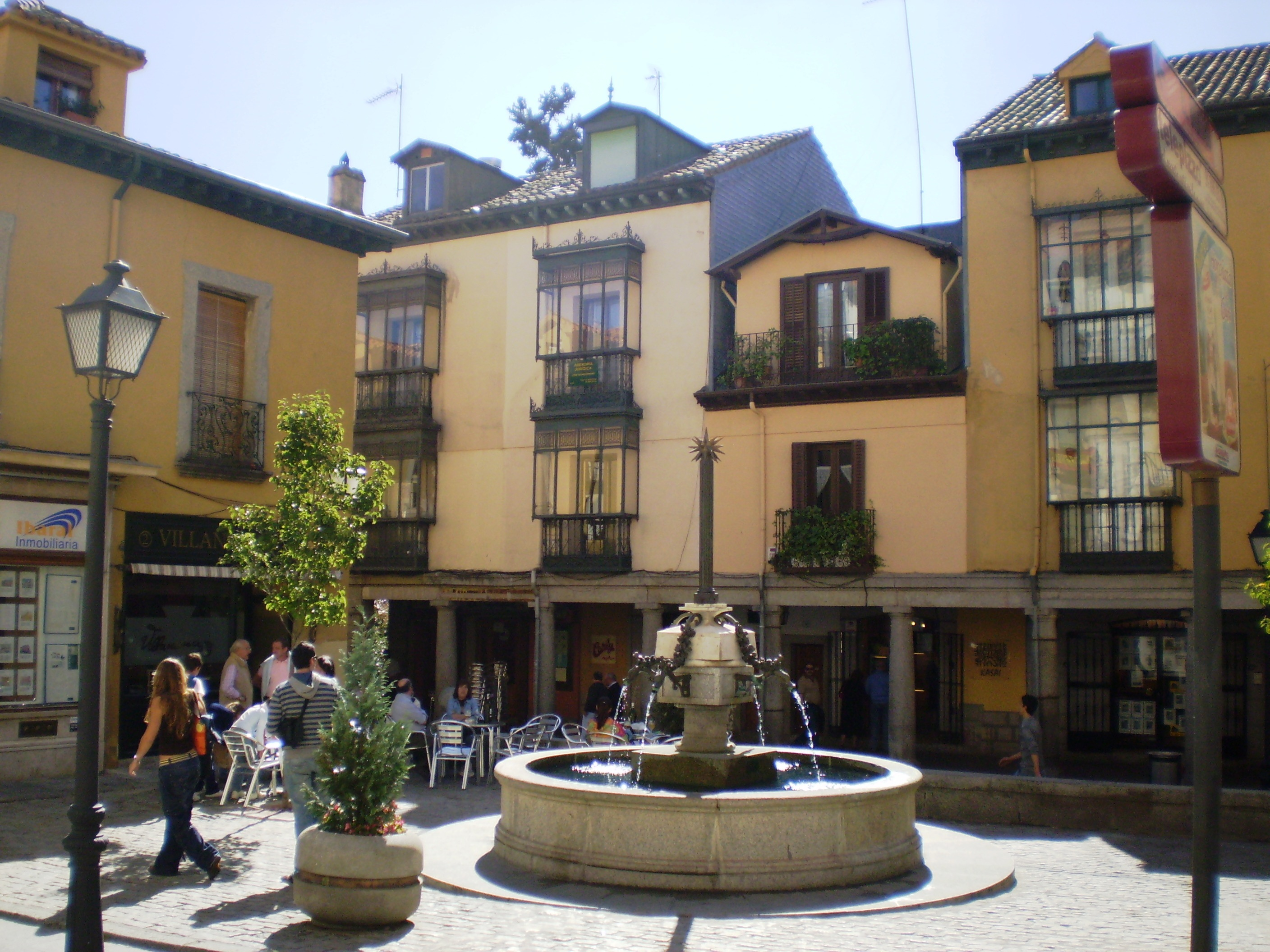
Пласа-де-ла-Крус
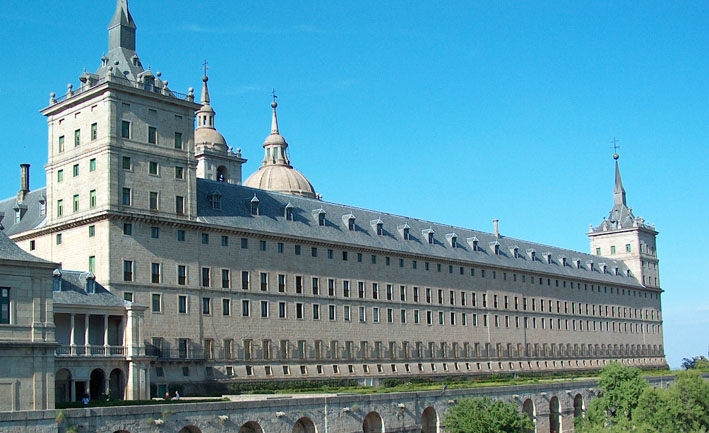
Монастир Сан-Лоренсо-де-Ель-Ескоріаль